# Gardziel dolinna
Gardziel dolinna - bardzo młoda dolina, wycięta w litych skałach, o zboczach w postaci ścian, a nawet miejscami przewieszek, o bardzo wąskim dnie, zajętymi niemal w całości przez koryto rzeki.
Gardziel dolinna powszechnie, choć nieprawidłowo nazywana jest wąwozem.